# Кавагути Экай

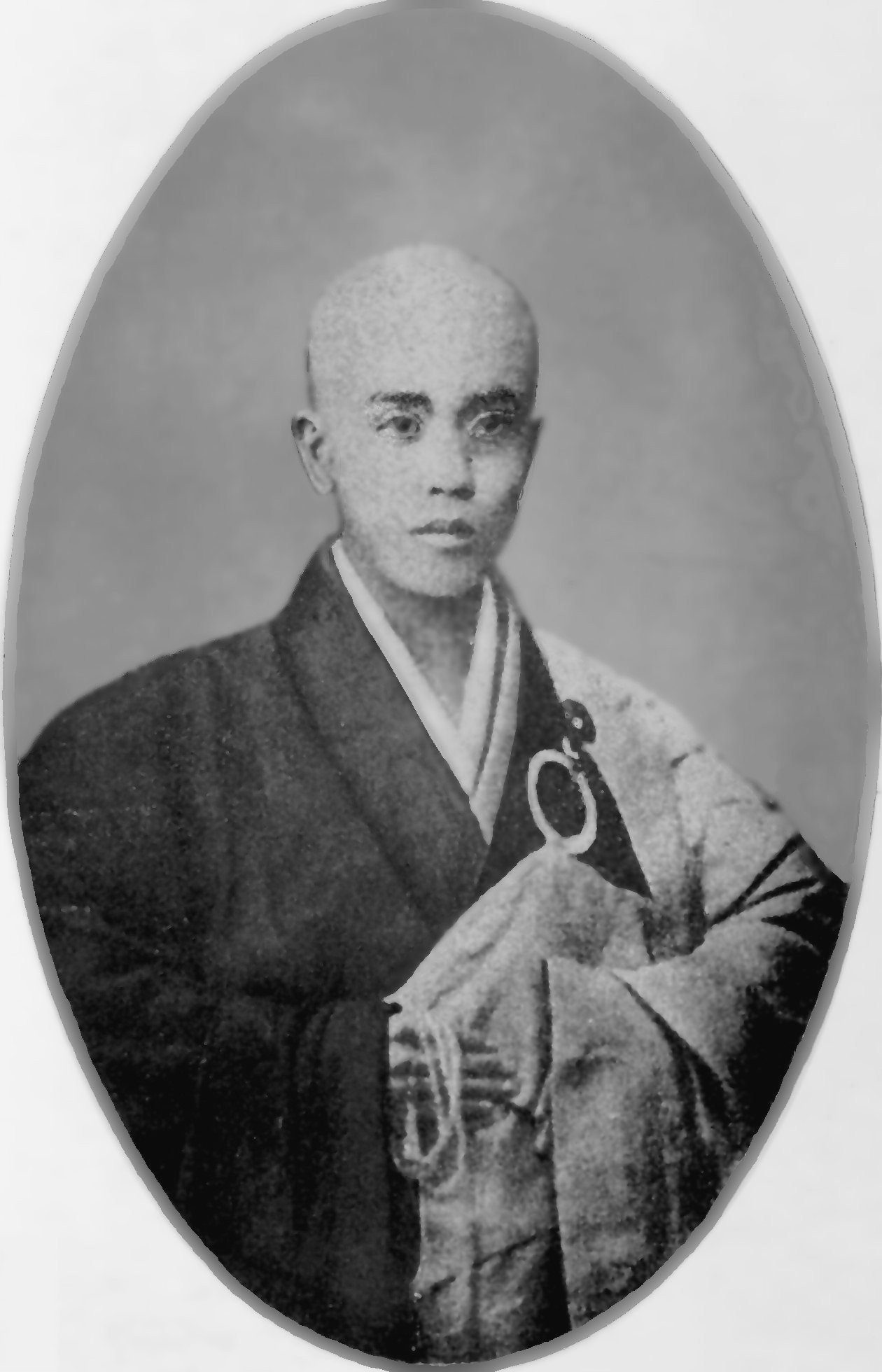
Экай Кавагути в 1891 году в Японии.

Кавагу́ти Эка́й (яп. 河口 慧海, 26 февраля 1866, Сакаи, Осака, Япония — 24 февраля 1945, Каваути, Аомори, Япония) — японский буддийский монах, прославившийся своими двумя путешествиями в Тибет (4 июля 1900 года — 15 июня 1902 года, 1913—1915) и четырьмя в Непал (1899, 1903, 1905 и 1913), и книгой о своих путешествиях «Три года в Тибете». Он стал первым зафиксированным в истории японцем, посетившим эти страны.

## Биография
Кавагути Садакиро (его имя до ухода в монастырь) был старшим сыном в семье купца города Сакаи в префектуре Осака. Он принял решение о следовании духовной стезе в раннем возрасте, после того, как согласно обычаю ему выпало поднести факел к погребальному костру своего дяди. Отец собирался оставить Садакиро своё дело, но умер до совершеннолетия сына, не успев узнать о его решении стать монахом.
Садакиро, теперь известный под буддийским духовным именем Экай, начал своё монашеское образование в дзэнском храме Обаку-сан Мампуку-дзи в пригороде Киото.
На его устремления повлияло активное обновленческое движение среди японских буддистов. Возникшее вследствие Революции Мэйдзи и особенно активное на рубеже XIX—XX веков, это движение исходило из того, что японский буддизм стал очень далёк от исходного учения Будды, и необходимо предпринять усилия для восстановления «истинного понимания» учения. До этого японцы основывались на старинных переводах канонических буддийских текстов из Индии на китайский язык. Обновленческое движение пропагандировало изучение канонических текстов, предшествовавших китайским переводам, а также изучение переводов канона на другие языки.
Для освоения оригинальных текстов Экай Кавагути учился у Нандзё Бунъю, основателя японской научной школы санскритологии. Экай Кавагути также изучал японскую традиционную и западную медицину, что далее помогло ему в путешествиях.
До марта 1891 Экай Кавагути занимал должность ректора в знаменитом дзэнском монастыре Гохяку-ракан (яп. 五百羅漢寺) в Токио, затем провёл три года в отшельничестве в Киото, изучая буддийские тексты. Он принял решение выучить тибетский язык и посетить Тибет. Он планировал обнаружить там оригинальные санскритские тексты буддийских книг.

### Путешествие в Тибет
Он уехал в Тибет в июне 1897 и вернулся в мае 1903 года. По свидетельству Сарат Чандра Даса, он учил тибетский и английский несколько лет, одеваясь как японский монах, в Высшей Школе Бхутия, открытой С. Ч. Дасом в Дарджилинге, перед тем, как отправиться в Тибет. Путешествие до Лхасы через Индию и Непал заняло почти 4 года, в течение которых Экай Кавагути останавливался во многих монастырях и совершил обход горы Кайлас. Значительное время Экай Кавагути прожил в монастыре Сэра. Он прибыл в Лхасу весной 1901 года.
Он путешествовал под видом китайского монаха и приобрёл репутацию великолепного врача. Эта репутация привела к его аудиенции у Далай-ламы XIII (1876—1933). Он застал в качестве особо приближённого к Далай-ламе лица его наставника Агвана Доржиева, влиянием которого остался крайне недоволен, называя Доржиева «русским шпионом». Известно, что во время пребывания Кавагути в Лхасе Лхасу посетил сотрудник японской разведки Нарита Ясутэру.
Инкогнито Экай Кавагути в Тибете было раскрыто, и ему пришлось бежать из страны. Некоторые тибетцы из тех, кто покровительствовал ему, подверглись тюремному заключению, пыткам и членовредительству. Он остался в Непале, чтобы помочь им. По его просьбе этот вопрос в 1903 поднял непальский премьер-министр Чандра Шамшер Рана. В результате его обращения к тибетской администрации, тибетские друзья Экай Кавагути были освобождены.

### Вторая поездка в Непал и Тибет
Он вновь отправился из Японии в путешествие по Индии и Непалу в октябре 1904 с целью изучения санскрита и поиска новых рукописей.
Непал заменил ему недоступный Тибет. Экай Кавагути приложил усилия для поставки в Непал современного оборудования и организовал первые поездки непальских студентов в Японию на японскую стипендию.
Экай Кавагути состоял в дружбе с Президентом Теософского общества Анни Безант, и она настояла на том, чтобы он сделал английское издание своей книги «Три года в Тибете».
В 1912 году Экай Кавагути приехал в Непал вновь, в качестве паломника, чтобы посетить незадолго до этого обнаруженный столб Ашоки в саду Лумбини. Из Непала он отправился в ставшую более доступной Лхасу в 1914 году, став на этот раз одним из четырёх японцев в Лхасе. Остальными были ещё два японских монаха: Аоки Бункё и Тада Токан, а также военный инструктор Ядзима Ясудзиро.

### Последние годы
В Японии он вернулся в Гохяку-ракан, где занимался сверкой буддийских сутр Японии с привезёнными из Тибета, преподаванием и публичными лекциями. Он стал известен как дзэнский мастер, имеющий тантрические передачи из Тибета. Около 1916 года его посетила французская путешественница Александра Давид-Неэль, пытавшаяся проникнуть в Тибет и изгнанная из Сиккима. Его рассказы о путешествии в Тибете под личиной местного жителя вдохновили решение Дэвид-Неэль предпринять новые попытки проникнуть в Тибет снова (что в 1924 году ей удалось, положив начало её популярным в Европе книгам о Тибете).
В 1921 году Экай Кавагути оставил монастырскую жизнь, а в 1926 году опубликовал «Буддизм упасаки» или «Буддизм домохозяина». Он стал профессором Университета Тайсё, где сделал вклад в изучение тибетского языка.
Экай Кавагути умер от церебрального паралича в глубокой старости во время лечения на предписанном ему врачами курорте с горячими источниками в деревне Каваути, префектура Аомори (ныне на территории города Муцу). Перед смертью он занимался составлением тибетско-японского словаря.

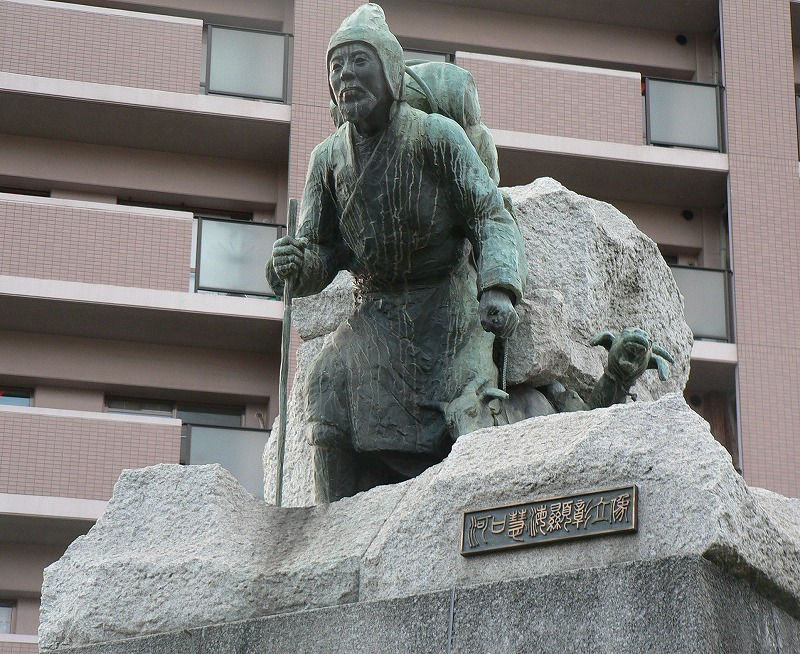
Статуя Кавагути на его родине — в городе Сакаи, Осака, Япония.

В 2004 году в доме родственников Кавагути Экай была обнаружена его ранее неизвестная рукопись о путешествиях, «Путешествие на яке» (ヤクに乗って移動した).

## Оценка деятельности
Книга Экай Кавагути о Тибете ценна как свидетельство критически настроенного очевидца, несмотря на чрезмерную отрицательную реакцию Экай Кавагути на многие стороны жизни Тибета. В книге он ужасается антисанитарии, сексуальной «развращённости» тибетцев, резко выступает против некоторых практик, которые считает «извращением» буддизма народными верованиями. Одновременно он высоко оценивает многих деятелей тибетского буддизма, с которыми сталкивался.
Отдельные исследователи выделяют его роль в поставке данных о Тибете (в том числе неверных) британской разведке, в частности, Сарат Чандра Дасу, работавшему на британцев. В то время как этому не найдено документальных подтверждений, его тенденциозная оценка присутствия Агвана Доржиева при тибетском дворе как «русского шпиона» считается одним из вероятных факторов, спровоцировавших поход англичан на Лхасу.

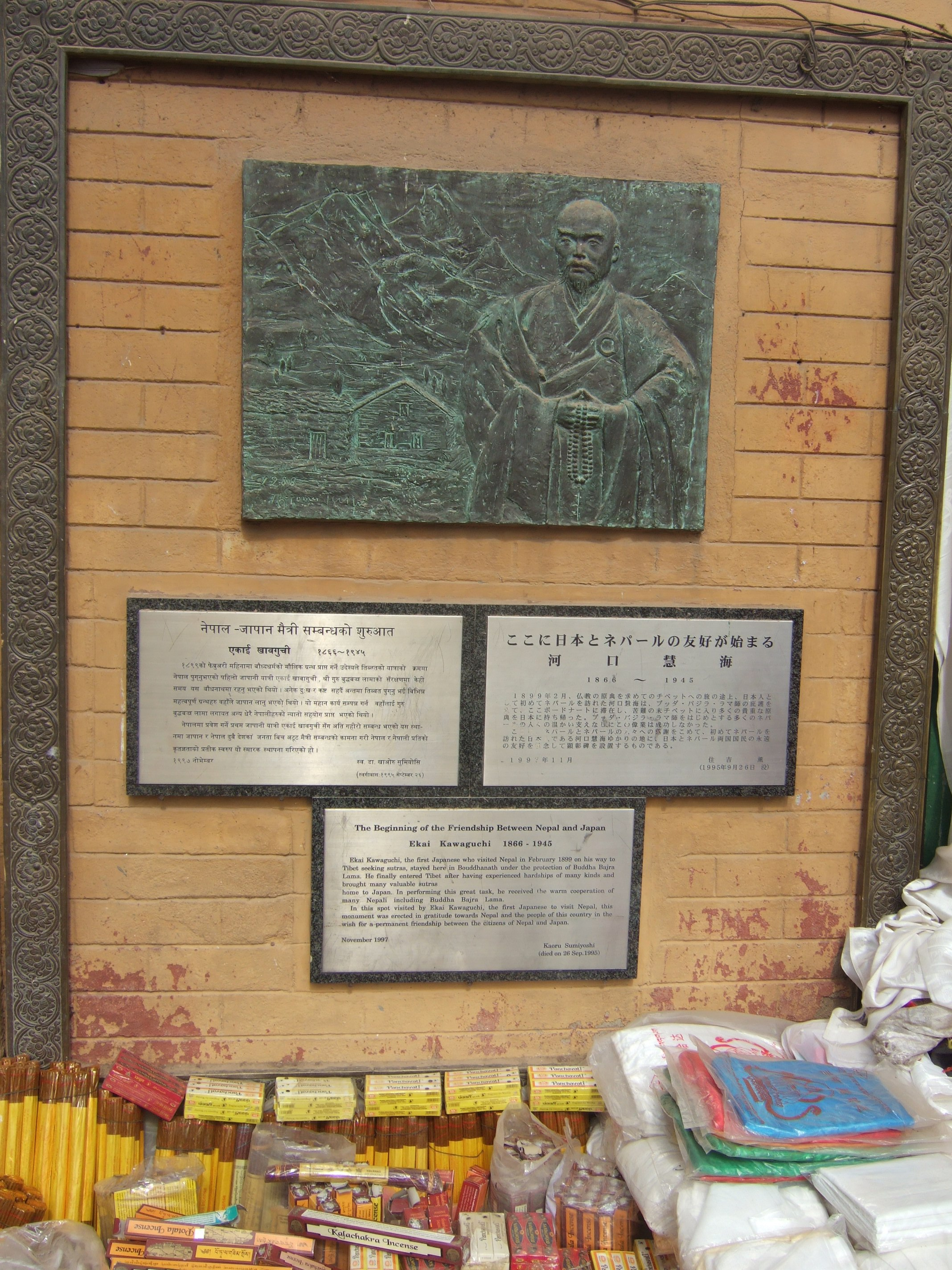
Памятная доска в честь Кавагути. Непал

В Непале в 2002 году деятельность Экай Кавагути в области введения современных технологий и т. п. была отмечена маркой с его портретом. Места, связанные с его именем в Катманду, отмечены памятными досками: в 1997 году была установлена памятная доска на фасаде дома Будда Баджра Ламы, где он останавливался в 1899 и 1905 годах.
В Японии Экай Кавагути почитается как путешественник-первопроходец. После его первого и второго путешествий он стал национальной знаменитостью. В Сакаи, префектура Осака, в 1983 году ему была установлена статуя. Его коллекции буддийских рукописей и ксилографов, собранные в Тибете, Непале и Индии, коллекция буддийского искусства (см. Архивы), тибетских монашеских одежд, тибетской флоры и другие являются часто используемым в Японии научным ресурсом как для сложившихся исследователей, так и для студентов. К коллекции текстов обращаются учёные всего мира. Его книга о своем путешествии неоднократно переиздавалась.
Наиболее авторитетная в Японии, выдержавшая несколько изданий, биография Экай Кавагути принадлежит перу его племянника и наследника по имени Кавагути Акира (1918—1962).
Существует также две монографии на английском языке, посвящённые Экай Кавагути, его путешествиям и Тибету его времени, их авторы — американский биограф Скотт Берри (1990) и непальский учёный и поэт Абхи Субеди (1999) (см. Литература).

## Современники
Сарат Чандра Дас, подружившийся в Дарджилинге с Кавагути, на тот момент совершил уже две разведывательно-картографические экспедиции в Тибет: в 1879 и 1881 годах.
Одновременно с Экай Кавагути в Тибет независимо от Кавагути пытался проникнуть другой японский монах, также ученик Нандзё Бунъю, по имени Номи Кан. Все три его попытки проникнуть в Тибет кончились провалом. В первой неудачной попытке 1899 года его сопровождали Нарита Ясутэру и Тэрамото Энга. В то время как Нарита Ясутэру не оставил заметного следа в дальнейшей истории, Тэрамото Энга не только посетил Тибет в 1905 году, но и путешествовал с Далай-ламой по Китаю после британской оккупации Лхасы.
В 1900 году в Тибет прибыла группа бурятских и калмыцких паломников-буддистов из России, которые традиционно проникали в Тибет как «монголы», то есть союзники престола Далай-лам. Группа включала по-европейски подготовленных исследователей Гомбожаба Цыбикова и Овше Норзунова. Они провели первые фотосъёмки Тибета, включавшие Лхасу.

## Архивы и коллекции
- Kawaguchi Collection — рукописи и ксилографы, привезённые Кавагути из Тибета и Непала и поступившие в библиотеку Тойо Бункё. (недоступная ссылка)
- 詳解・河口慧海コレクション : チベット・ネパール仏教美術 (Kimiaki Tanaka. Shokai Kawaguchi Ekai korekushon: Chibetto, Neparu Bukkyo bijutsu = A catalogue of Ekai Kawaguchi’s collection of Tibetan and Nepalese Buddhist art), 298 pages, Kosei Shuppansha; Shohan edition ISBN 4-333-01487-5 ISBN 978-4-333-01487-3 — каталог буддийского искусства из коллекции Экай Кавагути.
- Tibetan Tripitaka (some Tibetan sutras) at Tohoku University Library: Introduction to major special collections